# (3749) Balam
(3749) Balam est un astéroïde de la ceinture principale. Il a été nommé en l'honneur de David D. Balam.

## Description
(3749) Balam est un astéroïde de la ceinture principale. Il fut découvert le 24 janvier 1982 à la station Anderson Mesa par Edward L. G. Bowell. Il présente une orbite caractérisée par un demi-grand axe de 2,24 UA, une excentricité de 0,11 et une inclinaison de 5,4° par rapport à l'écliptique.

## Compléments